# Khaibar Amani
Khaibar Amani (dari: خیبر امانی) est un footballeur international afghan né le 6 février 1987. Il évolue au poste de milieu de terrain au Sportfreunde Seligenstadt.

## Biographie

### En club
Il commence le football au Kickers Offenbach puis à l'Eintracht Francfort. Il poursuit sa formation à Mayence 05 où il commence sa carrière senior en 2006 en Oberliga Südwest. Il dispute son premier match avec l'équipe réserve le 24 mars lors d'une défaite 1-0 face au FC Hombourg. Il marque son premier but le 24 mars 2007 face au FV Engers 07 (victoire 2-0). Il devient rapidement un élément clé de l'équipe qui remporte le championnat en 2007-08. À l'issue de la saison 2009-10, il quitte le club.
Il s'engage alors avec le TGM SV Jügesheim en Verbandsliga Hessen-Süd (D6) qu'il remporte dès la première saison. Il enchaîne les bonnes performances et permet à son club de remporter la Hessenliga en 2013-14. Malheureusement, le club a des problèmes financiers et se voit relégué en septième division. Il quitte donc le club sur un très bon bilan de 50 buts en 100 apparitions.
En juillet 2014, il s'engage un an avec le SV Rot-Weiß Hadamar qui évolue en Hessenliga. Il marque dès ses débuts le 26 juillet, offrant la victoire 1-0 à son équipe face au SKV Rot-Weiß Darmstadt. Il réalise encore une saison pleine.
À l'été 2015, il rejoint le SC Hessen Dreieich qui évolue dans la même division. Pour son premier match, il inscrit un doublé lors de la victoire 3-1 face au 1. FC Eschborn. Lors de la saison 2016-17, il inscrit 12 buts en 20 rencontres et permet à son équipe de terminer championne. Le club doit renoncer à la promotion en Regionalliga Sud Ouest mais ce n'est que partie remise puisqu'il termine à nouveau champion la saison suivante. Malgré cette promotion, il décide de quitter le club.
Il retourne en Verbandsliga Hessen-Süd du côté du FC Hanau 93. Il marque son premier but le 26 août 2018 lors d'une victoire 3-1 face au Rot-Weiss Francfort. Le club termine deuxième et échoue aux playoffs.
En juillet 2019, il s'engage avec le SG Bad Soden en Verbandsliga Hessen-Nord. Il y marque son premier but le 1 septembre contre le Melsunger FV (victoire 2-1).
À l'été 2020, il rejoint le SV Zeilsheim, pensionnaire d'Hessenliga (D5). Il fait ses débuts le 13 septembre lors d'une défaite 4-2 face au VfB Ginsheim. Il inscrit son premier but sous ses nouvelles couleurs en Coupe de Hesse le 30 septembre contre le SF Friedrichsdorf (victoire 5-1). La saison ne va pas à son terme à cause de la pandémie de Covid-19.
Il revient ensuite au SG Bad Soden mais ne dispute aucune rencontre et quitte le club en janvier 2022.
Il rejoint alors le Sportfreunde Seligenstadt et dispute son premier match le 13 mars 2022. Il entre alors en jeu en seconde période lors de la victoire 4-1 face au SG Bruchköbel. Il inscrit son premier but trois jours plus tard lors de la victoire 7-1 face au Viktoria Nidda.

### En équipe nationale

#### Afghanistan
Il honore sa première sélection en équipe d'Afghanistan le 3 septembre 2015, lors d'un match amical contre la Thaïlande (défaite 2-0). Il marque son premier but en sélection le 12 novembre 2015 lors des éliminatoires de la Coupe du monde 2018 face au Cambodge (victoire 3-0).
Il participe ensuite au Championnat d'Asie du Sud 2015.

## Statistiques

### Buts en sélection
| Liste des buts internationaux de Khaibar Amani | Liste des buts internationaux de Khaibar Amani | Liste des buts internationaux de Khaibar Amani             | Liste des buts internationaux de Khaibar Amani | Liste des buts internationaux de Khaibar Amani | Liste des buts internationaux de Khaibar Amani | Liste des buts internationaux de Khaibar Amani                  |
| N°                                             | Date                                           | Lieu                                                       | Adversaire                                     | Score                                          | Résultat                                       | Compétition                                                     |
| ---------------------------------------------- | ---------------------------------------------- | ---------------------------------------------------------- | ---------------------------------------------- | ---------------------------------------------- | ---------------------------------------------- | --------------------------------------------------------------- |
| 1.                                             | 12 novembre 2015                               | Stade Takhti, Téhéran, Iran                                | Cambodge                                       | 3–0                                            | 3-0                                            | Deuxième tour des éliminatoires de la Coupe du monde 2018       |
| 2.                                             | 24 décembre 2015                               | Trivandrum International Stadium, Thiruvananthapuram, Inde | Bangladesh                                     | 4–0                                            | 4-0                                            | Premier tour de la Coupe d'Asie du Sud 2015                     |
| 3.                                             | 26 décembre 2015                               | Trivandrum International Stadium, Thiruvananthapuram, Inde | Bhoutan                                        | 1–0                                            | 3-0                                            | Premier tour de la Coupe d'Asie du Sud 2015                     |
| 4.                                             | 26 décembre 2015                               | Trivandrum International Stadium, Thiruvananthapuram, Inde | Bhoutan                                        | 3–0                                            | 3-0                                            | Premier tour de la Coupe d'Asie du Sud 2015                     |
| 5.                                             | 31 décembre 2015                               | Trivandrum International Stadium, Thiruvananthapuram, Inde | Sri Lanka                                      | 3–0                                            | 5-0                                            | Demi-finale de la Coupe d'Asie du Sud 2015                      |
| 6.                                             | 29 mars 2016                                   | Takhti Stadium, Téhéran, Iran                              | Singapour                                      | 1–0                                            | 2-1                                            | Éliminatoires de la Coupe du monde de football 2018 : zone Asie |
| 7.                                             | 10 octobre 2017                                | Stade Pamir, Douchanbé, Tadjikistan                        | Jordanie                                       | 3–2                                            | 3-3                                            | Éliminatoires de la Coupe d'Asie 2019                           |

### Sélections
| Liste des sélections de Khaibar Amani | Liste des sélections de Khaibar Amani | Liste des sélections de Khaibar Amani                        | Liste des sélections de Khaibar Amani | Liste des sélections de Khaibar Amani | Liste des sélections de Khaibar Amani                     | Liste des sélections de Khaibar Amani | Liste des sélections de Khaibar Amani                               |
| N°                                    | Date                                  | Lieu                                                         | Adversaire                            | Résultat                              | Compétition                                               | But                                   | Notes                                                               |
| ------------------------------------- | ------------------------------------- | ------------------------------------------------------------ | ------------------------------------- | ------------------------------------- | --------------------------------------------------------- | ------------------------------------- | ------------------------------------------------------------------- |
| 1.                                    | 3 septembre 2015                      | Stade Rajamangala, Bangkok, Thaïlande                        | Thaïlande                             | 2-0                                   | Match amical                                              |                                       | Titulaire.                                                          |
| 2.                                    | 8 septembre 2015                      | Stade Azadi, Téhéran, Iran                                   | Japon                                 | 6-0                                   | Deuxième tour des éliminatoires de la Coupe du monde 2018 |                                       | Entre en jeu à la place de Faysal Shayesteh à la 68e minute de jeu. |
| 3.                                    | 8 octobre 2015                        | Stade national de Singapour, Singapour                       | Singapour                             | 1-0                                   | Deuxième tour des éliminatoires de la Coupe du monde 2018 |                                       | Titulaire, remplacé par Mustafa Azadzoy à la 71e minute de jeu.     |
| 4.                                    | 13 octobre 2015                       | Stade Al-Seeb, Sib, Oman                                     | Syrie                                 | 5-2                                   | Deuxième tour des éliminatoires de la Coupe du monde 2018 |                                       | Titulaire, remplacé par Omid Popalzay à la 73e minute de jeu.       |
| 5.                                    | 12 novembre 2015                      | Stade Takhti, Téhéran, Iran                                  | Cambodge                              | 3-0                                   | Deuxième tour des éliminatoires de la Coupe du monde 2018 | 1                                     | Entre en jeu à la place de Norlla Amiri à la 81e minute de jeu.     |
| 6.                                    | 24 décembre 2015                      | Trivandrum International Stadium, Thiruvananthapuram, Inde   | Bangladesh                            | 4-0                                   | Premier tour de la Coupe d'Asie du Sud 2015               | 1                                     | Entre en jeu à la place de Zubayr Amiri à la 67e minute de jeu.     |
| 7.                                    | 26 décembre 2015                      | Trivandrum International Stadium, Thiruvananthapuram, Inde   | Bhoutan                               | 3-0                                   | Premier tour de la Coupe d'Asie du Sud 2015               | 2                                     | Titulaire.                                                          |
| 8.                                    | 28 décembre 2015                      | Trivandrum International Stadium, Thiruvananthapuram, Inde   | Maldives                              | 4-1                                   | Premier tour de la Coupe d'Asie du Sud 2015               |                                       | Entre en jeu à la place de Faysal Shayesteh à la 63e minute de jeu. |
| 9.                                    | 31 décembre 2015                      | Trivandrum International Stadium, Thiruvananthapuram, Inde   | Sri Lanka                             | 5-0                                   | Demi-finale de la Coupe d'Asie du Sud 2015                | 1                                     | Titulaire, remplacé par Zubayr Amiri à la 60e minute de jeu.        |
| 10.                                   | 3 janvier 2016                        | Trivandrum International Stadium, Thiruvananthapuram, Inde   | Inde                                  | 2-1 a.p                               | Finale de la Coupe d'Asie du Sud 2015                     |                                       | Entre en jeu à la place de Mustafa Zazai à la 91e minute de jeu.    |
| 11.                                   | 29 mars 2016                          | Stade Takhti, Téhéran, Iran                                  | Singapour                             | 2-1                                   | Deuxième tour des éliminatoires de la Coupe du monde 2018 | 1                                     | Titulaire, remplacé par Omid Popalzay à la 60e minute de jeu.       |
| 12.                                   | 5 septembre 2016                      | Stade olympique international, Tripoli, Liban                | Liban                                 | 2-0                                   | Match amical                                              |                                       | Titulaire, remplacé par Noor Zadran à la 71e minute de jeu.         |
| 13.                                   | 23 mars 2017                          | Stade Saoud bin Abdulrahman, Al Wakrah, Qatar                | Singapour                             | 2-1                                   | Match amical                                              |                                       | Titulaire, remplacé par Jabar Sharza à la 58e minute de jeu.        |
| 14.                                   | 28 mars 2017                          | Stade Pamir, Douchanbé, Tadjikistan                          | Viêt Nam                              | 1-1                                   | Troisième tour des éliminatoires de la Coupe d'Asie 2019  |                                       | Entre en jeu à la place de Farshad Noor à la 89e minute de jeu.     |
| 15.                                   | 13 juin 2017                          | Stade olympique de Phnom Penh, Phnom Penh, Cambodge          | Cambodge                              | 1-0                                   | Troisième tour des éliminatoires de la Coupe d'Asie 2019  |                                       | Entre en jeu à la place de Qays Shayesteh à la 63e minute de jeu.   |
| 16.                                   | 5 septembre 2017                      | Stade international d'Amman, Amman, Jordanie                 | Jordanie                              | 4-1                                   | Troisième tour des éliminatoires de la Coupe d'Asie 2019  |                                       | Entre en jeu à la place de Mustafa Zazai à la 73e minute de jeu.    |
| 17.                                   | 10 octobre 2017                       | Stade Pamir, Douchanbé, Tadjikistan                          | Jordanie                              | 3-3                                   | Troisième tour des éliminatoires de la Coupe d'Asie 2019  | 1                                     | Entre en jeu à la place d'Amiruddin Sharifi à la 47e minute de jeu. |
| 18.                                   | 14 novembre 2017                      | Stade national Mỹ Đình, Hanoï, Viêt Nam                      | Viêt Nam                              | 0-0                                   | Troisième tour des éliminatoires de la Coupe d'Asie 2019  |                                       | Entre en jeu à la place de Norlla Amiri à la 70e minute de jeu.     |
| 19.                                   | 27 mars 2018                          | Stade Pamir, Douchanbé, Tadjikistan                          | Cambodge                              | 2-1                                   | Troisième tour des éliminatoires de la Coupe d'Asie 2019  |                                       | Entre en jeu à la place de Jabar Sharza à la 76e minute de jeu.     |
| 20.                                   | 19 août 2018                          | Afghanistan Football Federation Stadium, Kaboul, Afghanistan | Palestine                             | 0-0                                   | Match amical                                              |                                       | Entre en jeu à la place de Norlla Amiri à la 67e minute de jeu.     |
| 21.                                   | 19 novembre 2019                      | Stade Pamir, Douchanbé, Tadjikistan                          | Qatar                                 | 1-0                                   | Deuxième tour des éliminatoires de la Coupe du monde 2022 |                                       | Entre en jeu à la place d'Adam Najem à la 81e minute de jeu.        |

## Palmarès

### En club
- Oberliga Südwest (D4)
  - Champion : 2007-08[3]
  - Vice-Champion : 2006-07[20]
- Hessenliga (D5)
  - Champion : 2013-14[4], 2016-17[8], 2017-18[9]
  - Vice-champion : 2012-13[21]
- Verbandsliga Hessen-Süd (D6)
  - Champion : 2010-11
  - Vice-Champion : 2018-19[12]

### En sélection
- Championnat d'Asie du Sud de football
  - Finaliste : 2015